# Shoi Matsuda
Shoi Matsuda (japanisch 松田 祥位 Matsuda Shōi; * 13. September 1999) ist ein japanischer Radrennfahrer, der auf Straße und Bahn aktiv ist.

## Sportlicher Werdegang
Matsuda stammt aus der Präfektur Gifu. Er spielte in seiner Jugend zunächst Fußball und entdeckte auf der Mittelschule übers Mountainbiken den Radsport. Als Junior war er 2016 und 2017 japanischer Meister im Straßenrennen bzw. Einzelzeitfahren, dazu gewann er eine Etappe in der koreanischen Tour de DMZ, einem Rennen des UCI-Nationencups der Junioren. 2018 und 2019 nahm er mit der Nationalmannschaft an etlichen Rennen des U23-Nationencups in Europa und Afrika teil, zudem konnte er sich bei den Asienmeisterschaften 2018 mit zwei Medaillen auszeichnen.
2020 verbrachte Matsuda 10 Monate in Frankreich beim Amateurteam AVC Aix-en-Provence, konnte aber wegen des Ausbruchs der Corona-Pandemie nicht viele Rennen bestreiten. Durch die Isolation und die Ausgangssperren entmutigt, kehrte er nach Japan zurück und dachte daran, den Sport aufzugeben. Nach einer Pause und Rücksprache mit seinem Trainer begann er stattdessen mit Bahnradsport und erhielt einen Vertrag beim Team Bridgestone Cycling, mit dem er seitdem im Nations Cup auf der Bahn sowie bei Straßenrennen meist in Japan antrat. Er entwickelte sich zum Spezialisten für Verfolgungsrennen, war zweimal Asienmeister in der Einerverfolgung (2022, 2024) und dreimal (2022–2024) in der Mannschaftsverfolgung, in der er 2023 mit seinen Partnern auch die Asienspiele gewann.
Bei seiner ersten Weltmeisterschafts-Teilnahme 2022 stellte Matsuda in der Einerverfolgung einen neuen japanischen Rekord in 4:10,521 min auf. Beim Nations Cup 2024 in Hongkong belegte die japanische Mannschaft mit Matsuda den zweiten Platz und verbesserte den japanischen Rekord auf 3:48,127 min.

## Erfolge

### Straße
2016
 Japanischer Meister – Straßenrennen (Junioren)
2017
 Japanischer Meister – Einzelzeitfahren (Junioren)
eine Etappe Tour de DMZ
2018
 Asienmeister – Mannschaftszeitfahren (mit Yukiya Arashiro, Fumiyuki Beppu, Rei Onodera, Masaki Yamamoto und Yūsuke Hatanaka)
 Asienmeisterschaften – Einzelzeitfahren (U23)
2021
 Japanischer Meister – Einzelzeitfahren (U23)

### Bahn
2022
 Asienmeister – Einerverfolgung, Mannschaftsverfolgung (mit Naoki Kojima, Kazushige Kuboki, Shunsuke Imamura und Eiya Hashimoto)
 Japanischer Meister – Mannschaftsverfolgung (mit Kazushige Kuboki, Shunsuke Imamura und Naoki Kojima)
2023
 Japanischer Meister – Omnium, Einerverfolgung, Mannschaftsverfolgung (mit Kazushige Kuboki, Eiya Hashimoto, Shunsuke Imamura und Shoi Matsuda)
 Asienmeister – Mannschaftsverfolgung (mit Eiya Hashimoto, Shunsuke Imamura, Naoki Kojima und Kazushige Kuboki)
 Asienmeisterschaften – Einerverfolgung
 Asienspiele – Mannschaftsverfolgung (mit Naoki Kojima, Kazushige Kuboki, Eiya Hashimoto und Shunsuke Imamura)
2024
 Asienmeister – Einerverfolgung, Mannschaftsverfolgung (mit Eiya Hashimoto, Naoki Kojima und Kazushige Kuboki)
 Japanischer Meister – Mannschaftsverfolgung (mit Eiya Hashimoto, Shoki Kawano und Katsuya Okamoto)
2025
 Asienmeisterschaften – Mannschaftsverfolgung (mit Eiya Hashimoto, Naoki Kojima, Kazushige Kuboki und Tetsuo Yamamoto)